# Pia de Jong
Pia de Jong (Roermond, 30 de janeiro de 1961) é uma escritora neerlandesa.
Estudou neerlandês e psicologia na Universidade de Utrecht. Seu romance de estreia, "Lange dagen" (longos dias), foi publicado em 2008. Em 2010 publicou seu segundo romance, "Dieptevrees"
De Jong é casada com Robbert Dijkgraaf, com quem tem três filhos.